# Предео изузетних одлика Маљен
Предео изузетних одлика Маљен се налази у западној Србији и чини део комплекса Ваљевских планина који представља завршни масив Динарског система.

## Историјат
Влада Републике Србије је 2021. године донела Уредбу о проглашењу планине Маљен за Предео изузетних одлика са циљем да на овај начин заштити бројне природне лепоте и очува традиционалне делатности локалног становништва и својствену флору и фауну. Укупно износи преко десет хиљада хектара.

## Категорија заштићеног подручја
Уредбом о проглашењу Предела изузетних одлика Маљен су утврђени режими заштите првог, другог и трећег степена. Први износи укупну површину 108,66 хектара и обухвата највредније локалитете Црна река, Чалачки поток, Велика Плећ – Вражији Вир и Водопад Скакало.
Други износи укупну површину 1.453,46 хектара и обухвата локалитете Бела Стена, Бела Каменица, Забалац, Манастирица, Тиња, Козлица и Црна Каменица. Трећи износи укупну површину 8.542,71 хектара и обухвата преостали део заштићеног подручја који није обухваћен режимом заштите првог и другог степена.

## Простор
Предео изузетних одлика Маљен обухвата:
- Град Ваљево са катастарским општинама Дивчибаре, Пријездић и Бачевци,
- Општину Горњи Милановац са катастарском општином Богданица,
- Општину Мионица са катастарским општинама Брежђе, Горњи Лајковац, Крчмар, Осеченица и Планиница,
- Општину Пожегу са катастарским општинама Љутице и Тометино Поље.